# 豐川雄太
豐川雄太（1994年9月9日—），日本足球運動員，司職前鋒，現效力日職球隊京都不死鳥。

## 俱樂部生涯
2016和2017赛季丰川雄太被租借到日乙的冈山绿雉，两个赛季打进18球。
比甲联赛俱乐部奥伊本官方宣布，鹿岛鹿角上赛季租借到冈山绿雉效力的前日本国奥队球员丰川雄太正式转会加盟。
比甲联赛球队欧本的23岁日本前锋丰川雄太在比甲常规赛最后一轮中替补出场，并在32分钟内上演了帽子戏法还送出了一次助攻，帮助球队4-0战胜皇家梅斯干精英队。
比甲赛场，虽然丰川雄太所在的欧本客场1:3不敌维尔里吉克，但是他在第27分钟完成了一脚任意球破门，贡献了自身的赛季第7球。 
比甲俱乐部欧本宣布和日本前锋丰川雄太续约至2020年6月。半个赛季他在比甲出场12次打进7球。
比甲联赛，欧本主场2-1力克劲旅安德莱赫特，主队的日本前锋丰川雄太首发出场，第31分钟打入球队本场的第二球，也是个人本赛季的第三粒进球。
昨晚的比甲赛场还有一位日本球员取得了进球，那就是在欧本效力的丰川雄太，他在比赛的第78分钟利用角球射门得分帮助球队客场1:1战平奥斯坦德。在收获个人赛季第7球的同时也帮助球队止住了连败的势态。 
比甲俱乐部欧本已经公布了前锋球员丰川雄太加入日职联赛俱乐部大阪樱花的消息。他在欧本的两年时间出场了67场正式比赛，打入17个进球。
今天大阪樱花在舞洲基地和磐田喜悦进行了一场90分钟的练习赛，两队战成2-2平，从比甲联赛欧本转会加盟大阪樱花的丰川雄太首次为大阪樱花斩获进球。
今日日职赛场大阪樱花4-1大胜横滨水手，丰川雄太攻入了转会后的首个进球。

## 國家隊生涯
丰川雄太仅在日本U23国青队有过国家队出场经历，并帮助日本U23取得过2016年亚洲U23锦标赛冠军。

## 外部連結
- 日本職業足球聯賽中的豐川雄太 （日語）
- Template:TheFinalBall
- Soccerway資料庫：豐川雄太